# Patjoepelke

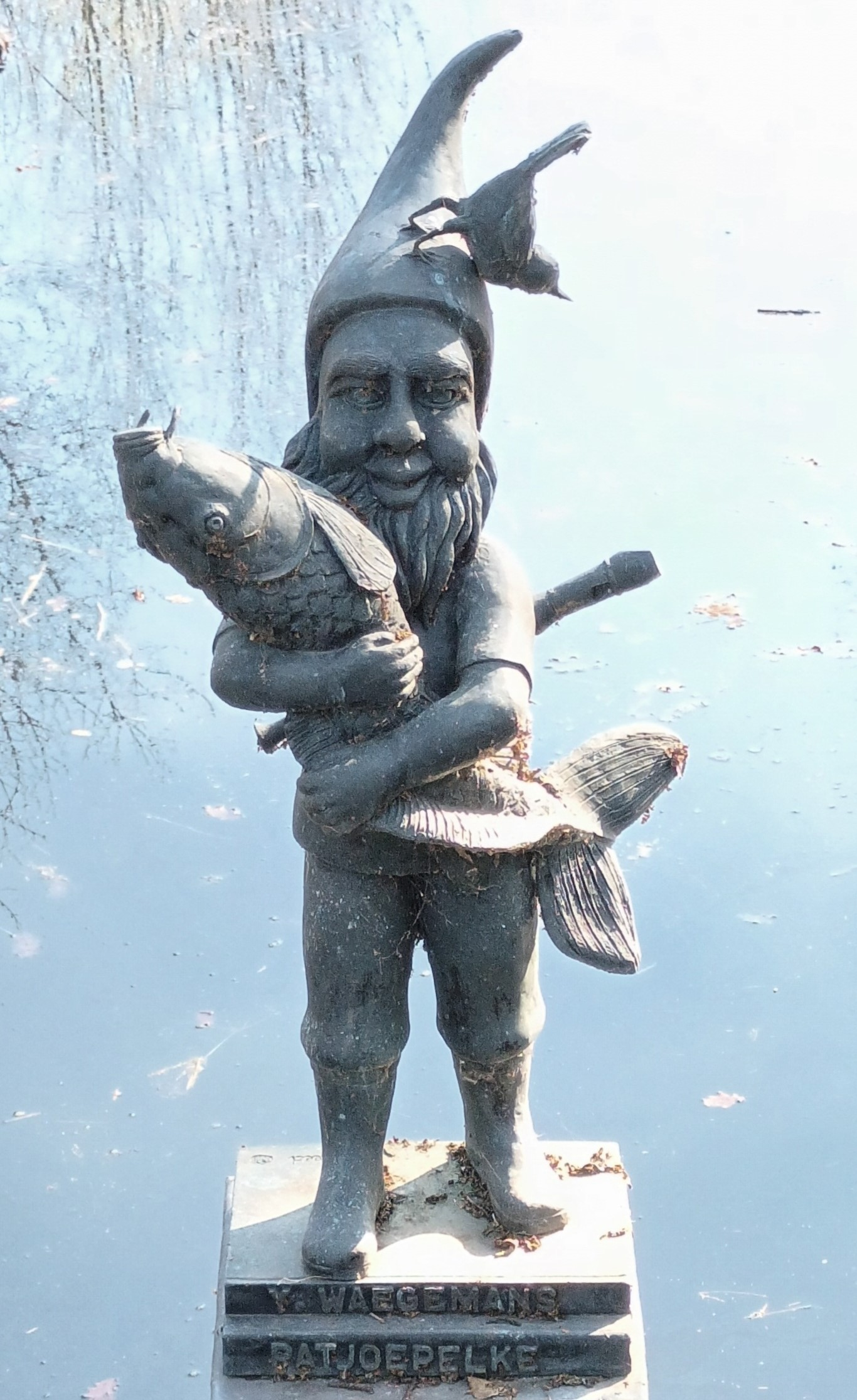
Bronzen Patjoepelke (2025)

Patjoepelke is het sprookjesfiguurtje dat Yvonne Waegemans bedacht als jeugdschrijfster. Het personnage Patjoepelke is een kabouter die na een overstroming van de Durme bij de 'Krulbaardkabouters' terechtkomt. Uiteindelijk keert hij terug naar de 'Molsbergen', het Molsbroek te Lokeren. Daar ontmoet Yvonne hem en vertelt hij haar zijn kabouterverhalen. In 1951 verschijnt het eerste boek met Patjoepelke als 'Patjoepelke en de beer'. Een toneelstuk  met het sprookjesfiguur als titel zal in 1957 het licht zien. Patjoepelke kreeg in 2009 een bestendig bronzen standbeeld in het Molsbroek te Lokeren.
Van 1976 tot 1978 zal de uitgeverij Van In te Lier een serie boeken over Patjoepelke uitgeven. In 1988 wordt een laatste boek 'Patjoepelke, het goudmannetje' bij uitgeverij Den Gulden Engel gepubliceerd.
Jeugdboeken met Patjoepelke
- Patjoepelke, Zuidnederlandse Uitgeverij, 1952
- Patjoepelke en de bosreuzin, Hasselt: Uitgeverij Heideland, 1957
- Patjoepelke, Van In Lier, 1976
- Patjoepelke en de wondervis, Van In Lier, 1976
- Patjoepelke en zijn vriendjes, Van In Lier, 1976
- Patjoepelke lieve tovenaar, Van in Lier, 1977
- Patjoepelke vertel me nog wat, Van In Lier, 1978
- Patjoepelke en de boze paddestoel, Van In Lier, 1978
- Patjoepelke en boelala, Van In Lier, 1978
- Patjoepelke en Pietje Platzak, Van In Lier, 1978
- Patjoepelke, het goudmannetje, Antwerpen: Den Gulden Engel, 1988

Toneelstukken met Patjoepelke
- Patjoepelke. Sprookjesspel in één voorspel en drie bedrijven, in eigen beheer,1957